# Brian Inglis
Pour les articles homonymes, voir Inglis.
Brian Inglis (31 juillet 1916 – 11 février 1993) est un journaliste et essayiste britannique connu pour avoir exploré le thème du trafic de stupéfiants.

## Œuvres
- Freedom of the Press in Ireland [IHS] (London: Faber & Faber 1954).
- Irish Double-Thought, in The Spectator, 188 (7 mars 1952), p. 289;
- Smuggled Culture, The Spectator, 188 (28 novembre 1952), p. 726;
- The Story of Ireland (London: Faber 1956);
- Moran of the Leader, in Castleknock Chronicle (1956) [text of Thomas Davis Lecture];
- Moran of the Leader and Ryan of the Irish Peasant, in The Shaping of Modern Ireland, Conor Cruise O'Brien, ed., (London: Routledge & Kegan Paul 1960);
- West Briton (London: Faber and Faber 1962)
- Fringe Medicine (London: Faber and Faber 1964)
- Roger Casement (London: Hodder & Stoughton 1973)
- Natural and Supernatural (London: Hodder & Stoughton 1978)
- The Diseases of Civilisation (London: Hodder & Stoughton 1981)
- The Paranormal:  An Encyclopedia of Psychic Phenomena (London: Paladin 1986)
- The Power Of Dreams (London: HarperCollins Publishers Ltd 1987)
- with Ruth West: The Unknown Guest (London: Chatto and Windus 1987)
- Trance:  A Natural History of Altered States of Mind (London: Paladin 1989)  (ISBN 0-586-08933-0)
- Coincidence: a Matter of Chance - or Synchronicity? (London: Hutchinson 1990)
- Downstart: The Autobiography of Brian Inglis (London: Chatto & Windus 1990)
- The Forbidden Game: A Social History of Drugs, Scribner's (January 1, 1975)